# Driedijkenpunt

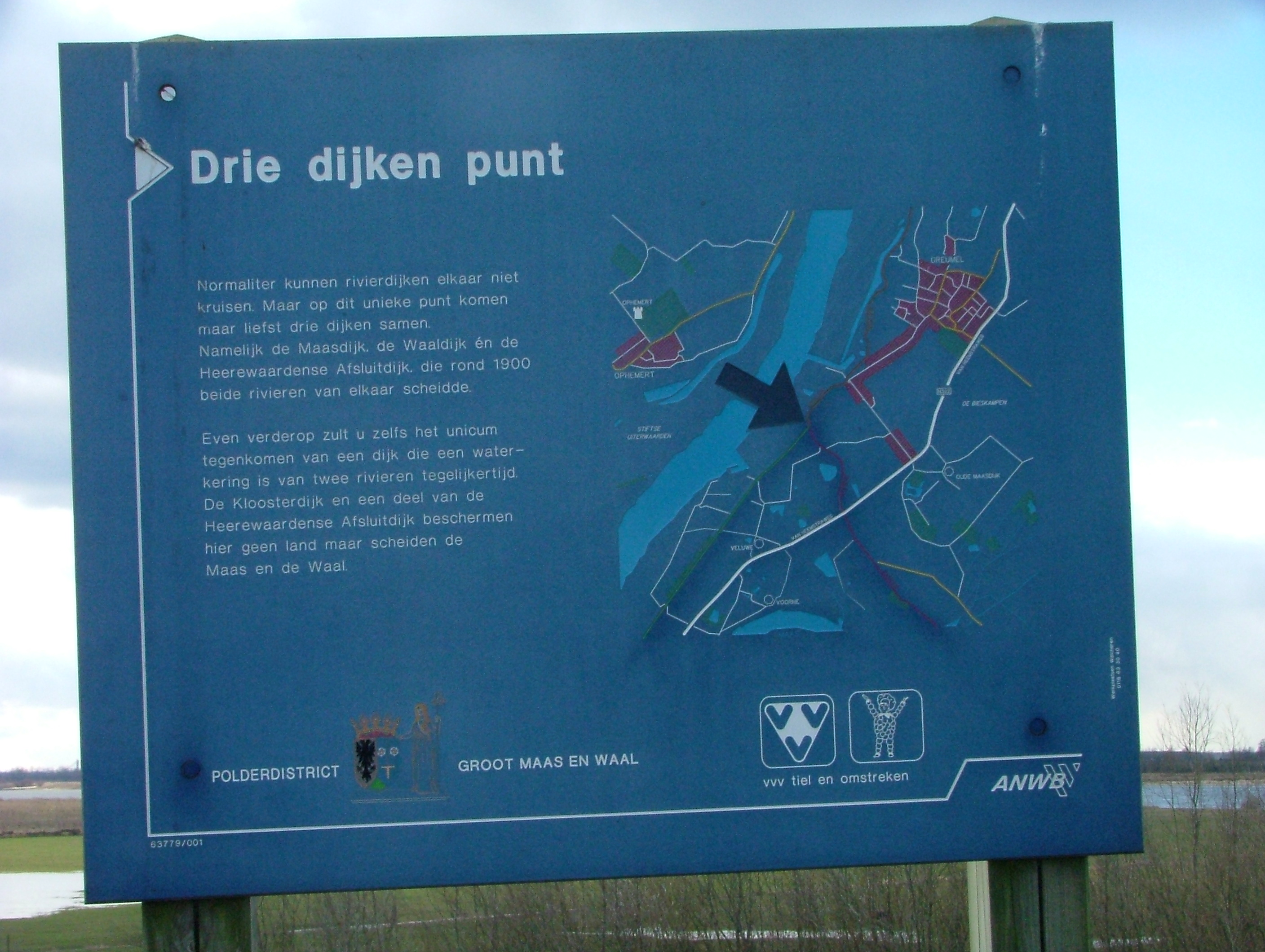
Driedijkenpunt

Het Driedijkenpunt is een punt waar de Waaldijk, de Maasdijk en de Heerewaardense Afsluitdijk samenkomen. Het punt ligt tussen de Maas en de Waal, tussen Heerewaarden en Dreumel, iets ten noorden van het gehucht Veluwe.

## Heerewaardense Afsluitdijk en Kloosterdijk
De Heerewaardense Afsluitdijk is evenals de verder stroomafwaarts liggende Kloosterdijk uniek in Nederland, omdat ze niet de functie hebben van bescherming van land. Ze scheiden de Maas van de Waal. De Heerewaardense Afsluitdijk loopt van Heerewaarden parallel aan de Waal. De Kloosterdijk ligt ten westen van het Kanaal van St. Andries bij Rossum. Beide dijken vallen onder het beheer van Waterschap Rivierenland (voorheen Polderdistrict Groot Maas en Waal).